# Brinsop
Brinsop est un village situé dans le comté d’Herefordshire, en Angleterre.